# Бай-Тайга
Бай-Тайга́ (тув. богатая тайга) — горный массив в западной части Тувы, на территории Бай-Тайгинского района. Входит в состав Алашского плато. Высота до 3128 м (гора Бай-Тайга).

## Этимология
Название горного массива Бай-Тайга состоит из двух тюркских слов бай — «богатый, обильный» и тайга — «гора, покрытая лесом», «непреступная гора», «голец, безлесная гора».

## Описание
На склонах гор в верхней части — высокогорные растительные сообщества с доминированием кобрезии, горными тундрами и лиственницей, а также криофитные каменистые и дерновиннозлаковые степи. На северных склонах леса — от остепнённых до таёжных лиственничников с участием кедра. На южных склонах лесостепная растительность, переходящая в степи Хемчикской котловины. В долинах между горами — луга, заросли ивы, тополевники, низинные болота.